# Club de Yates de Kiel

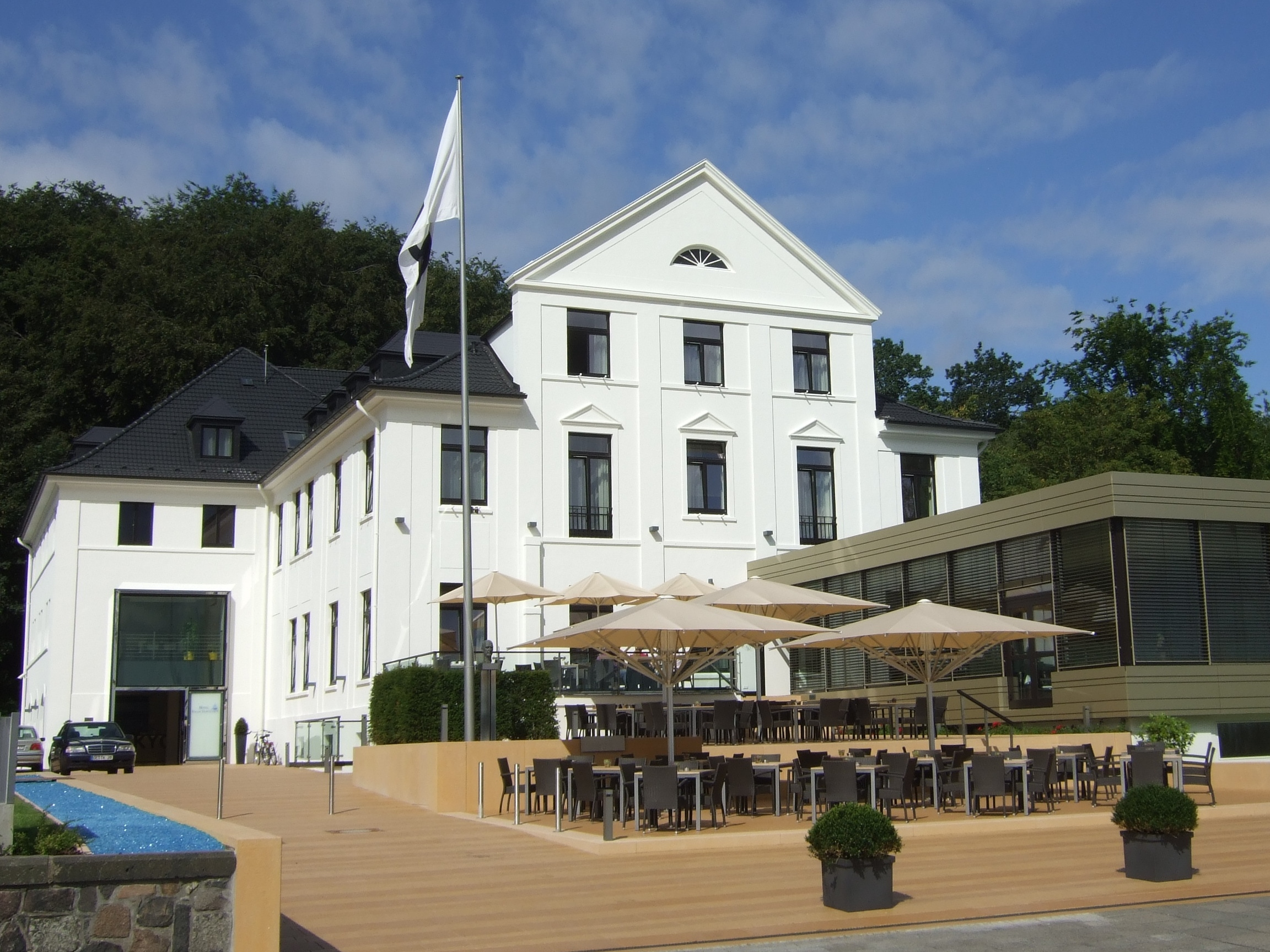
Sede social del club.

El Club de Yates de Kiel  (Kieler Yacht-Club, KYC) es uno de los clubes náuticos más antiguos de Alemania. Está localizado en la ciudad portuaria de Kiel. 
Este club es conocido por algunas regatas de vela y acontecimientos náuticos que organiza. La principal de ellas es la Semana de Kiel (Kieler Woche), celebrada anualmente, que es probablemente el mayor acontecimiento náutico en el mundo.
Fue la sede de las competiciones de vela en los Juegos Olímpicos de Berlín 1936 y Múnich 1972.

## Historia
El club tiene su origen en una asociación para personal militar denominada Marine-Regatta-Verein ("Asociación Naval de Regatas") fundada en 1887 en Kiel por oficiales de la Marina Imperial Alemana. El Príncipe Enrique de Prusia, un entusiasta de la vela y hermano menor del emperador Guillermo II, fue su patrón. En 1891 Guillermo II se convirtió en comodoro del club, trasladando su propio yate Meteor I (anteriormente denominado Thistle) al puerto de Kiel. Ese mismo año el club cambió su nombre a Kaiserlicher Yacht Club ("Club de Yates Imperial") y, desde entonces, se permitió la incorporación de socios civiles.
En 1914, el emperador alemán conoció las noticias fatídicas del asesinato del heredero al trono austro-húngaro, el Archiduque Francisco Fernando, en Sarajevo, mientras competía en una regata organizada por el KYC. Durante la I Guerra Mundial la Semana de Kiel tuvo que ser cancelada. 455 miembros del club murieron y el edificio sede del club fue transformado en un lazareto. Después de estos años difíciles el club casi entra en bancarrota. Sin embargo, Guillermo II permaneció como comodoro honorario del club, incluso después del Tratado de Versalles que llevó a la monarquía alemana a su fin y obligó al exemperador a vivir en el exilio en Doorn, Países Bajos.
Posteriormente, en 1937, durante el Tercer Reich, el club fue obligado a fusionarse con el resto de clubes alemanes para formar una entidad masiva, el Yacht-Club von Deutschland ("Club de Yates de Alemania"), para inculcar unidad entre la juventud alemana. El nombre previo del club, "Kaiserlicher Yacht Club", se consideró por los nazis que no estaba en sintonía con el "espíritu de los tiempos" y el antiguo emperador Guillermo, en el exilio y enfermo, fue despojado del título honorífico de comodoro. Durante la II Guerra Mundial la sede del club fue confiscada por el gobierno y muchos de sus miembros murieron en la guerra.
Tras la capitulación de Alemania, el Yacht-Club von Deutschland fue disuelto como todas las organizaciones alemanas incluidas en la desnazificación. Los clubes que habían sido obligados a fusionarse en 1937 se volvieron a refundar, y el Kaiserlicher Yacht Club ("Club de Yates Imperial") se refundó como Club de Yates de Kiel en 1948. Durante las siguientes décadas experimentó un crecimiento constante. Después de su recuperación se convirtió de nuevo en uno de los clubes náuticos más prestigiosos de Alemania. En 1982 las celebraciones del 100º aniversario de la Kieler Woche (Semana de Kiel) fueron organizadas con un gran desfile de veleros para cerrar el evento.
En 2007 el Club Náutico de Kiel sufrió graves dificultades financieras y tuvo que vender su sede social a la compañía ThyssenKrupp.